# Монтгомери, Джон Майкл
Джон Майкл Монтгомери (англ. John Michael Montgomery род. 20 января 1965 года) — популярный американский кантри-исполнитель.
Его дискография включает одиннадцать студийных альбомов (и один «Рождественский альбом»), три сборника и тридцать шесть синглов. Несколько альбомов и сборников получили статус золотого и платинового. Брат Джона — Эдди Монтгмери — солист кантри-дуэта «Montgomery Gentry».
Песня I Swear получила награду Академии кантри-музыки ACM Awards в престижной категории «Лучшая песня года» (Song of the Year).

## Дискография
Студийные альбомы
- Life's a Dance (1992)
- Kickin' It Up (1994)
- John Michael Montgomery (1995)
- What I Do the Best (1996)
- Leave a Mark (1998)
- Home to You (1999)
- Brand New Me (2000)
- Pictures (2002)
- Letters from Home (2004)
- Time Flies (2008)